# Parti Libéral Démocrate et Pluraliste
De Parti Libéral Démocratique et Pluraliste (PLDP) (Democratische en Pluralistische Liberale Partij), op 23 juni 1974 herdoopt tot Parti Libéral Bruxellois (PL) (Brusselse Liberale Partij) was een Franstalige Brusselse liberale partij die in januari 1973 ontstond als afsplitsing van de  Franstalige liberale partij PLP. De partij bestond tot in juni 1979, toen ze opging in de PRL, de partij die de Waalse en Franstalige Brusselse liberalen opnieuw herenigde.

## Geschiedenis

### Opkomst van het FDF en radicalisering van de Franstaligen binnen de Brusselse liberale federatie
Vanaf het einde van de jaren 1950 borrelden de communautaire spanningen tussen Vlamingen en Franstaligen opnieuw op, hetgeen in 1962 leidde tot de vastlegging van de taalgrens en de verdeling van België in taalgebieden. Hierbij werd beslist dat de Brusselse agglomeratie tweetalig taalgebied zou worden, terwijl de gemeenten in de Brusselse Rand, die in een zekere mate verfranst waren, bij het Nederlands taalgebied werden ingedeeld en niet bij de agglomeratie werden gevoegd. Om de Franstalige minderheid in de Brusselse Rand tegemoet te komen, werden in zes randgemeenten taalfaciliteiten voorzien. Niettemin leidde de vastlegging van de taalgebieden tot grote onvrede bij de Franstaligen. Omdat de gemeentediensten in de Brusselse agglomeratie verplicht tweetalig werden, werd gevreesd dat de functies in de ambtenarij voortaan hoofdzakelijk naar Nederlandstaligen zouden gaan, daar veel Franstalige Brusselaars het Nederlands niet machtig waren, terwijl dat vice versa wel het geval was. Hierdoor groeide de angst dat de macht van de Franstaligen in het Brusselse aanzienlijk zou afnemen en radicaliseerde de houding tegenover Vlaamse Brusselaars, wat in 1964 tot uiting kwam met de oprichting van het FDF.
Het FDF, dat tot begin jaren 1980 zeer succesrijk was, voerde een rabiaat anti-Vlaamse koers: de partij verzette zich met hand en tand tegen de verplichte tweetaligheid van de Brusselse gemeentediensten, ijverde voor een uitbreiding van de Brusselse agglomeratie en kantte zich tegen andere Vlaamse eisen als een gegarandeerde vertegenwoordiging in de Brusselse instellingen, die de partij in diskrediet probeerde te brengen door parallellen te trekken met de Flamenpolitik die door de Duitse bezetter in de Eerste en Tweede Wereldoorlog in de Belgische hoofdstad werd gevoerd. De boodschap van het FDF trok talrijke mandatarissen van andere partijen aan, maar vooral de Brusselse afdeling van de liberale partij PVV-PLP gold als een sterke aantrekkingspool voor de nieuwe partij. Onder impuls daarvan ging de Brusselse federatie van de partij een radicalere koers varen ten aanzien van de Vlaamse Brusselaars en ontstonden er steeds meer spanningen tussen de Franstaligen en de Vlamingen binnen de federatie. 
In mei 1968 kwam het tot hevige conflicten binnen de Brusselse liberale federatie. De Franstaligen binnen de federatie verwierpen enerzijds de eisen van het Liberaal Vlaams Verbond om een paritaire hoofdstedelijke raad in te richten en de Brusselse agglomeratie niet verder uit te breiden, anderzijds weigerde de federatie om de communautaire voorstellen van formateur Paul Vanden Boeynants (CVP-PSC) met het oog op de vorming van een driepartijenregering van christendemocraten, socialisten en liberalen goed te keuren, zonder daarin de Vlaamse leden van de federatie te kennen. Ook in deze voorstellen, die de basis zouden vormen voor het communautaire programma van de regering-G. Eyskens IV, was namelijk sprake van de oprichting van een paritair cultureel college voor de Brusselse agglomeratie en de beperking van de agglomeratie tot 19 gemeenten. Als gevolg van de spanningen binnen de federatie beslisten de Vlaamse liberalen een aparte partijafdeling op te richten, die de naam Blauwe Leeuwen kreeg, en besloot formateur Vanden Boeynants om de liberalen niet meer bij de regeringsonderhandelingen te betrekken, waardoor de PVV-PLP tegen de zin van de nationale partijleiding in de oppositie belandde.

### Eerste Staatshervorming en breuk tussen de Brusselse liberalen en de nationale partijleiding
Ondertussen werkte de regering-G. Eyskens IV de geplande staatshervorming verder uit, die in februari 1970 werd voorgesteld. Omdat ze daarvoor niet over de vereiste tweederdemeerderheid beschikte in het parlement, nodigde premier Gaston Eyskens de liberalen uit om hen de stemmen te leveren die nodig waren om die meerderheid te halen. Op 20 en 21 maart 1970 riep PVV-PLP-voorzitter Pierre Descamps een nationaal congres bijeen om het standpunt te bespreken dat de partij zou innemen ten opzichte van de voorstellen van de regering in verband met de herziening van de grondwet. Op dat congres schaarden de Vlaamse liberalen zich achter een motie waarin de voorstellen van de regering over de grondwettelijke beperking van de Brusselse agglomeratie tot 19 gemeenten, de oprichting van een paritair agglomeratiecollege en de invoering van een alarmbelprocedure ter bescherming van de Nederlandstalige minderheid in de op te richten agglomeratieraad werden goedgekeurd, terwijl de Franstalige liberalen, zowel Brusselaars als Walen, deze motie verwierpen. De stellingname van de Vlaamse liberalen leidde ertoe dat het congres besliste dat ieder parlementslid vrij mocht stemmen over de communautaire voorstellen van de regering.
Zoals aangekondigd op het congres verleenden de Vlaamse liberalen hun steun aan de voorstellen van de regering ter herziening van de grondwet. Op 9 juni 1970 stemden hun senatoren tijdens de stemming in de Senaat voor het artikel waarin de Brusselse agglomeratie werd beperkt tot 19 gemeenten, de Waalse en Franstalige Brusselse  liberalen stemden tegen. Op die manier zorgden de Vlaamse liberalen er mee voor dat dit artikel de benodigde tweederdemeerderheid behaalde. Dit tot grote woede van de Brusselse federatie, die in nasleep van de stemming verkondigde dat ze zich betreffende kwesties met betrekking tot de bescherming van individuele rechten, vrijheid van taal en onderwijs en de verdediging van regionale belangen volledig autonoom van de nationale partij ging opstellen. Bijgevolg namen verschillende Brusselse liberalen, zoals nationaal ondervoorzitter Norbert Hougardy en fractieleider in de Kamer Marcel Piron, ontslag uit hun nationale mandaten. Op 25 juni 1970 sprak een algemene vergadering van de Brusselse federatie van PVV-PLP zich uit voor deze autonome koers en werd besloten om de naam van de federatie te veranderen naar PLP de la région bruxelloise. Albert Demuyter werd aangesteld tot voorzitter. De Brusselse liberalen bleven evenwel deel uitmaken van de liberale parlementsfracties, omdat ze op de steun van de Waalse liberalen konden rekenen. De breuk tussen de Brusselse liberalen en de nationale partijleiding zou er eveneens toe leiden dat de Vlaamse en Waalse liberalen steeds meer hun eigen koers gingen varen en in mei 1972 splitste de unitaire PVV-PLP in een Vlaamse PVV en een Waalse PLP.

### Versplintering van de Brusselse liberalen
Nadat de Brusselse liberalen zich hadden afgescheiden van de nationale partij ontstond er onenigheid over de te volgen strategie en de houding tegenover het FDF. De strekking die tegen toenadering tot het FDF was besloot in september 1971 een eigen federatie op te richten, de PLP de l'arrondissement de Bruxelles, waarvan Paul Delforge tot voorzitter werd aangesteld. Daarom werd deze federatie ook de PLP-Delforge genoemd. Beide federaties werden erkend door de nationale leiding van de PVV-PLP. Kamerlid Georges Mundeleer scheurde zich in oktober 1970 dan weer af van de PLP de la région bruxelloise uit onvrede met het feit dat er na de gemeenteraadsverkiezingen in Brusselse gemeenten coalities met christendemocraten gelieerd aan Paul Vanden Boeynants werden gevormd en richtte in maart 1971 zijn eigen partij Parti Libéral Indépendant Belge of Belgische Onafhankelijke Liberale Partij op (LIB-LOB), dat opkwam voor taalvrijheid en de liberale doctrine. Tussen al deze strekkingen waren geen eenduidige breuklijnen af te tekenen: zo onderstreepten zowel de PLP de la région bruxelloise, de PLP-Delforge als de LIB-LOB hun tweetaligheid en waren er binnen beide PLP-federaties personaliteiten die tegen het federalisme en voor dialoog met de Vlamingen waren of niet zozeer voor liberale eenheid waren gewonnen, dan wel pluralisme voorstonden. Niettemin leidde de verdeeldheid en versplintering van de Brusselse liberalen tot een verlies van prestige en geloofwaardigheid, waardoor het Brusselse liberalisme in de jaren 1970 een sterke electorale neergang kende. Bij de verkiezingen van 7 november 1971 haalden de drie Brusselse liberale lijsten tezamen 16,1 procent, oftewel een verlies van tien procentpunt ten opzichte van de vorige verkiezingen in 1968. De PLP de la région bruxelloise, aangevoerd door voormalig minister Jacques Van Offelen, behaalde 9,8 procent (3 zetels in de Kamer), de PLP-Delforge, dat een kartel vormde met de Blauwe Leeuwen, was goed voor 3,5 procent van de stemmen (niet genoeg voor een Kamerzetel). Van de drie lijsten was dus alleen de LIB-LOB niet succesvol, waardoor Georges Mundeleer zich in oktober 1972 opnieuw verzoende met de PLP de la région bruxelloise.

### Oprichting van de Parti Libéral Démocratique et Pluraliste
In januari 1973 sloten christendemocraten, socialisten en liberalen een akkoord over de vorming van de regering-Leburton. De Vlaamse en Waalse liberalen keurden het regeerakkoord goed, maar het hoofdstuk over de gewestvorming, waarin opnieuw de beperking van de Brusselse agglomeratie tot 19 gemeenten was opgenomen, leidde tot grote onvrede bij de PLP de la région bruxelloise, dat het regeerakkoord weigerde goed te keuren. Niettemin stapten PVV en PLP in de regering-Leburton, waarop de federatie besliste om haar banden met de PVV en de Waalse PLP volledig door te knippen en een eigen partij op te richten. Op 20 januari werd de Parti Libéral Démocratique et Pluraliste (PLDP) boven de doopvont gehouden en twee dagen later werd volksvertegenwoordiger Roland Gillet tot voorzitter werd aangesteld. Zowel in de Kamer als in de Senaat werden afzonderlijke PLDP-fracties opgericht. In de maanden daarna probeerde de PLDP eveneens voet aan de grond te krijgen in Vlaanderen en Wallonië, echter zonder succes. Als reactie dreigde de Waalse PLP een samenwerkingsverband met de PLP-Delforge aan te gaan. 
Rond de jaarwisseling van 1973-1974 leidde een verscherping van de communautaire standpunten van de PLP ten aanzien van de Vlaamse eisen evenwel tot een dooi in de relaties tussen de PLDP en de PLP. Toen na de val van de regering-Leburton nieuwe verkiezingen werden uitgeschreven, die op 10 maart 1974 werden gehouden, kwamen beide partijen overeen om elkaar niet te beconcurreren. Na die verkiezingen, waarbij de PLDP een kartel met het FDF had gevormd, beslisten Vlaamse, Waalse en Brusselse liberalen opnieuw een gezamenlijke fractie te vormen. Desondanks bleef de PLDP op politiek en organisatorisch vlak een volledig autonome structuur behouden. Dit illustreerde zich bijvoorbeeld in het feit dat de Brusselse liberalen tijdens de liberale regeringsdeelname van 1974-1977 geen ministers leverden, omdat ze regeringsdeelname verbonden aan de voorwaarde dat ook FDF in de regering zat, wat niet het geval was.  

### Hernoeming naar Parti Libéral, hernieuwde eenheid binnen de Brusselse liberalen en verzoening met de Waalse liberalen
Op 23 juni 1974 veranderde de PLDP van naam en werd ze herdoopt tot Parti Libéral Bruxellois (PL). Dit betekende het startschot van een consolidatieproces binnen het Brusselse liberalisme, dat gekenmerkt werd door de versterking van de goede relaties met de Waalse liberalen en in Brussel zelf, waar de PLP-Delforge geïsoleerd was geraakt van de Vlaamse PVV'ers en bij de verkiezingen van 1974 uit het parlement was verdwenen. Op 23 juni 1975 kwam een gezamenlijke vergadering van de PL en de PLP-Delforge bijeen om de verzoening tussen beide strekkingen te bezegelen, waarna beide partijen een fusie aangingen, waarbij de naam Parti Libéral Bruxellois werd behouden. In december 1975 vonden in de Brusselse liberale federatie de laatste grote spanningen plaats. Verdeeldheid over de vraag of de PLP een fusie moest aangaan met de Waalse liberalen, leidde ertoe dat Paul Delforge samen met Serge Moureaux en Jean-Pierre Poupko in december 1975 nieuwe Fédération PLP de la région bruxelloise oprichtte, in de hoop zoveel mogelijk PL-leden aan hun zijde te krijgen en op die manier druk te zetten op de partijleiding om opnieuw op te gaan in de PLP. De drie kregen echter weinig steun en werden uit de partij gezet, waarna de Fédération PLP de la région bruxelloise zichzelf al na tien dagen ontbond. Na deze episode werd het tijdperk van hernieuwde eenheid binnen de Brusselse liberalen ingezet. Deze hernieuwde eenheid zorgde echter niet voor nieuwe electorale successen. Zowel bij de verkiezingen van april 1977 als die van december 1978 gingen de liberalen in de kieskring Brussel-Halle-Vilvoorde verder achteruit: in 1977 haalde de partij 9,4 procent, in 1978 bleef daar nog maar 6,4 procent van over.
Eind jaren 1970 zette het toenaderingsproces tussen Waalse en Brusselse liberalen zich verder. In december 1976 werd Georges Mundeleer verkozen tot voorzitter van de PL. Hij was ervan overtuigd dat de strategische alliantie met het FDF de belangrijkste oorzaak was voor de neergang van de Brusselse liberalen en ging dan ook steeds meer een koers onafhankelijk van het FDF varen, wat zich echter niet vertaalde in goede verkiezingsresultaten. Na de verkiezingen van april 1977 belandden de Vlaamse en Waalse liberalen van PVV  en PRLW (in januari 1977 ontstaan als fusie van de Waalse PLP en de rechtervleugel van de Waalsgezinde Rassemblement Wallon) in de oppositie, waar ze samen met de Brusselse liberalen het sociaal-economisch beleid van de regering-Tindemans IV (bestaande uit christendemocraten, socialisten, de Vlaams-nationalistische Volksunie en het FDF), die zich voornamelijk concentreerde op de aanpak van de communautaire problemen in België, bekritiseerden. 
Het waren echter voornamelijk ontwikkelingen op Europees niveau die een definitieve verzoening tussen de Waalse en Brusselse liberalen tot stand brachten. Op 10 juni 1979 werden de leden van het Europees Parlement voor het eerst rechtstreeks verkozen. In België werden de Europarlementsleden verkozen in twee kieskringen: een Nederlands kiescollege en een Frans kiescollege. Dit betekende dat als een Franstalige partij een lijst indiende, zowel de Walen als de Franstalige Brusselaars op deze lijst konden stemmen. Omdat het strategisch gezien verstandiger was om een gezamenlijke lijst te vormen, zette dit de Waalse en Brusselse liberalen ertoe aan om tot een fusie over te gaan en de modaliteiten daarvan zo snel mogelijk te regelen. De onderhandelingen over de fusie werden gevoerd door André Damseaux en Jean Gol aan Waalse kant en Georges Mundeleer, Albert Demuyter en Pierre Van Halteren namens de PL. Het vooruitzicht op een fusie droeg ook bij tot de terugkeer van Paul Delforge en de komst van journalist Luc Beyer de Ryke naar de PL. Op 19 mei 1979 werd het stichtingscongres gehouden van de nieuwe Franstalige liberale eenheidspartij, die de naam PRL kreeg. Twee weken na de Europese verkiezingen, waarbij de liberalen in Brussel duidelijk vooruitgang boekten ten opzichte van de parlementsverkiezingen van december 1978 (in de kieskring Brussel-Halle-Vilvoorde behaalde de PRL 11,6 procent), werden op 23 juni 1979 de statuten van de PRL goedgekeurd. Hierbij werd de ontbinding van de Parti Libéral Bruxellois officieel bezegeld.

## Voorzitters
| Naam                   | Periode                             |
| ---------------------- | ----------------------------------- |
| Roland Gillet          | 22 januari 1973 - 7 september 1974  |
| Basile-Jean Risopoulos | 7 september 1974 - 13 december 1976 |
| Georges Mundeleer      | 13 december 1976 - 23 juni 1979     |

## Prominente leden
- Pierre Ansiaux
- René Barbier
- Luc Beyer de Ryke
- Pierre Cabuy
- Alphonse Debouverie
- Jacques De Grave
- Paul Delforge
- Albert Demuyter
- Gérard Dubois
- Guillaume Eylenbosch
- Paul Foriers
- Roland Gillet
- Norbert Hougardy
- Omer Huylebrouck
- Edouard Klein
- Christian Lejeune
- Serge Moureaux
- Georges Mundeleer
- Paul Mundeleer
- Marcel Piron
- Jacques Pivin
- Jean-Pierre Poupko
- Basile-Jean Risopoulos
- Claude Robert
- Léon Spiegels
- Jacques Vandenhaute
- Pierre Van Halteren
- Jacques Van Offelen
- Gaston Williot

## Bron
- D'HOORE, Marc, Du PLP-PVV au PRL FDF (1961-1992), Courrier Hebdomaire du CRISP, 1997.